# Ophthalmolampis maraca
Ophthalmolampis maraca är en insektsart som beskrevs av Marius Descamps 1983. Ophthalmolampis maraca ingår i släktet Ophthalmolampis och familjen Romaleidae. Inga underarter finns listade i Catalogue of Life.